# Republica Populară Bulgaria
Republica Populară Bulgaria (în bulgară Народна република България) a existat între 1946 și 1989, perioadă în care în Bulgaria a fost la putere un singur partid: Partidul Comunist Bulgar. Acesta s-a transformat în 1990 în Partidul Socialist Bulgar și participă la viața parlamentară democratică și la coaliții guvernamentale. În timpul Războiului Rece Bulgaria a fost un stat satelit al Uniunii Sovietice.

## Perioada stalinistă
Deși activistul comunist Gheorghi Dimitrov a fost în exil o bună parte a vieții sale (din 1923), în special în Uniunea Sovietică, el nu a fost doar un om de paie în mâinile lui Stalin. Judecat în procesul incendierii Reichstagului din 1933, el a fost schimbat de către autoritățile sovietice pentru câțiva aviatori germani care se pregăteau în secret în Uniunea Sovietică. A primit cetățănia sovietică și a fost numit președinte al Cominternului în perioada Frontului Popular. Dimitrov a fost un apropiat al liderului iugoslav Tito, militând pentru unirea celor două țări sudic-slave balcanice, Iugoslavia și Bulgaria, într-o federație care să copieze modelul sovietic. Stalin nu a fost de acord cu ideea, existând și azi suspiciuni că moartea neașteptată a lui Dimitrov din 1949 nu a avut cauze naturale, deși nu s-au adus niciodată dovezi în acest sens. Moartea lui Dimitrov a coincis cu expulzarea comuniștilor iugoslavi conduși de Tito din Cominsform, iar acest eveniment a fost urmat de o "vânătoare de titoiști" în Bulgaria. Toată această vânătoare de vrăjitoare a culminat cu procesul spectacol și executarea vice-prim-ministrului Traicio Kostov. Decesul din 1950 a unuia dintre cei mai vechi colaraboratori ai lui Dimitrov, Vasil Kolarov, a lăsat puterea în mâinile unui stalinist convins, Vulko Cervenkov.
Perioada stalinistă în Bulgaria a durat mai puțin de 5 ani. Procesul industrializării a fost accelerat, agricultura a fost cooperativizată, iar rebeliunile țărănești au fost zdrobite. Au fost înființate lagăre de muncă, iar, în perioada de maximă represiune, în lagăre erau deținuți cam 100.000 de prizonieri. Mitropolitul de Sofia, Ștefan Șokov, a fost destituit din funcție și plasat sub strictă supraveghere în localitatea Banea. În 1950 au fost rupte relațiile diplomatice cu SUA. A început persecutarea minorității turce, iar disputele de frontieră cu Grecia și  Iugoslavia au fost redeschise. În anul 1952 a fost arestat și executat episcopul catolic Eugen Bossilkov. Țara trăia într-o stare de teamă și izolare.
Sprijinitorii lui Cervenkov erau puțini nu numai în societatea bulgară, dar și în rândurile Partidului Comunist, pentru ca liderul bulgar să poată supraviețui morții patronului său spiritual, Stalin. Stalin a murit în martie 1953, iar un an mai târziu, tot în luna martie, Cervenkov a fost schimbat din funcție, cu binecuvântarea de la Moscova, cu mai tânărul Todor Jivkov. Cervenkov a mai rămas într-o funcție de conducere – cea de prim-ministru – până în aprilie 1956, până când a fost trecut definitiv pe linie moartă, fiind înlocuit cu Anton Iugov.

## Perioada Jivkov

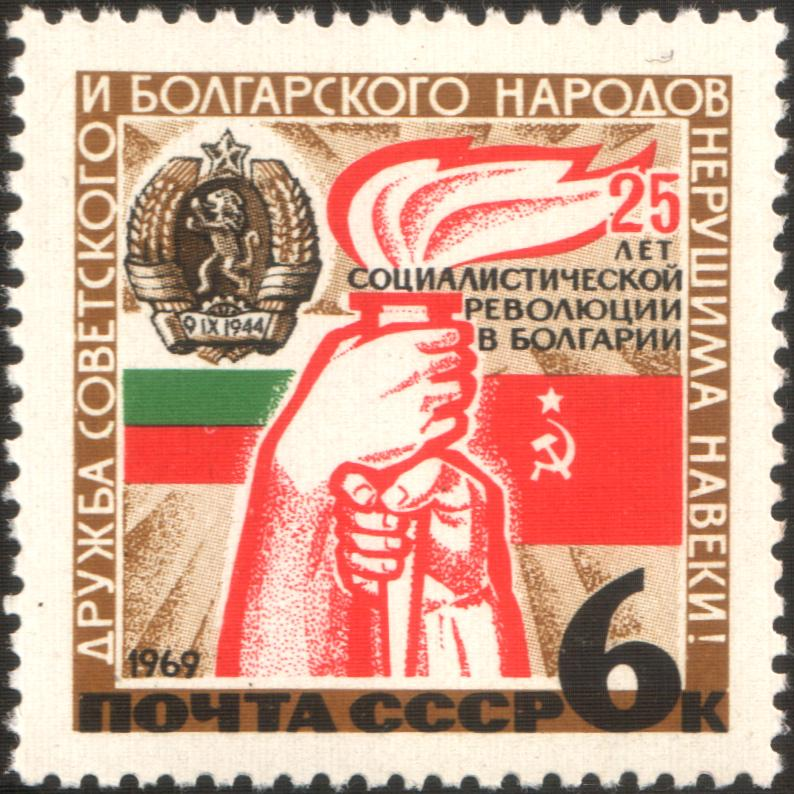
"Prietenia dintre popoarele sovietic și bulgar – indestructibilă pentru vecie", timbru sovietic din 1969, care comemora a 25-a aniversare a revoluției socialiste din Bulgaria

Jivkov s-a aflat în fruntea statului bulgar pentru următorii 30 de ani, comportându-se ca un aliat loial al Uniunii Sovietice. În politica internă s-a remarcat printr-o abordare mult mai moderată și pragmatică decât predecesorul său. Relațiile de bună vecinătate cu Iugoslavia și Grecia au fost reluate, lagărele de muncă au fost închise, iar procesele staliniste și execuțiile lui Kostov și altor „titoiști” au fost declarate abuzuri staliniste. Nu s-a întânplat același lucru și cu victimile represiunilor și epurărilor din 1947, care nu făcuseră parte din partidul comunist. În Bulgaria nu au avut loc mișcări sociale sau răsturnări ale situației politice precum cele din 1956 din Polonia sau Ungaria, partidul reușind să restrângă libertatea intelectuală pentru a preveni astfel de izbucniri.
Iugov s-a retras în 1962, iar Jivkov a devenit prim-ministru, păstrând și funcția de Secretar General al Partidului. În 1971, Jivkov s-a autopromovat ca președinte al republicii, în funcția de prim-ministru fiind numit Stanko Todorov. Jivkov a supraviețuit schimbărilor de la Moskova și venirii în fruntea partidului comunist sovietic a lui Leonid Brejnev (1964), iar, în 1968, și-a demonstrat loialitatea  față de URSS luând parte la invazia din Cehoslovacia. În această perioadă, Bulgaria era considerată cel mai loial stat-satelit al Uniunii Sovietice din Europa Răsăriteană. În 1968, Todor Jivkov a cerut în mod neoficial ca Bulgaria să fie admisă în Uniunea Sovietică ca a 16-a republică unională. Leonid Brejnev a respins această cerere.

## Căderea regimului comunist
Deși Jivkov nu a fost un despot stalinist, în 1981, când a împlinit 70 de ani, regimul său devenea din ce în ce mai corupt, autocratic și anarhic. Această caracterizare este ilustrată cel mai bine de o bizară campanie de persecutare a minorității turce (care reprezenta aproximativ 10% din populație), ai cărei membri au fost obligați să adopte nume bulgărești. Mulți dintre ei au fugit în Turcia, iar această campanie a încordat relațiile economice cu Europa Occidentală.
Impactul reformelor lui Mihail Gorbaciov s-a resimțit și în Bulgaria, a cărei clasă conducătoare comunistă nu s-a putut împotrivi multă vreme noului curs al politicii sovietice. În noiembrie 1989 s-au desfășurat demonstrații ale ecologiștilor în Sofia, demonstrații care au degenerat rapid în proteste în favoarea reformelor politice. Comuniștii au reacționat, schimbându-l pe decrepitul Jivkov cu Petar Mladenov, dar acest fapt nu le-a acordat decât un scurt răgaz. În februarie 1990 partidul comunist a renunțat de bună voie la monopolul asupra puterii, iar în luna iunie a aceluiași an au avut loc primele alegeri libere de după anul 1931, deschizându-se drumul Bulgariei către o democrație parlamentară multipartită.